# Мирко Бањевић
Мирко Бањевић (Пјешивци, 28. март 1905 — Београд, 6. септембар 1968) био је црногорски и југословенски пјесник.

## Живот и рад
Након завршеног Филозофског факултета у Београду радио је као новинар и уредник листа Побједа и часописа за књижевност и културу Стварање у Подгорици. Пркосно је због својих идеја робијао у злогласном затвору Главњача. Имао је тежак живот и пјесничку судбину. Бањевић је писац о коме је много писано, а најпознатији есеј о њему, у коме је пјесник Мило Краљ дао његов пјеснички портрет, носи назив „До искапи, до искона“. 
У Никшићу, постоји књижевна заједница „Мирко Бањевић“. Књижевна заједница “Мирко Бањевић” је основана 1979. године.
Оформљена је и књижевна награда “Мирко Бањевић” која се додјељује за поезију и прозу на нивоу државе Црне Горе.

## Дела
Објављене књиге:
- Побуне ума, Никшић, 1930.
- Шумe, Никшић, 1930.
- Огњена јутра, Параћин, 1940.
- Његошев споменик, Цетиње, 1947.
- Земља на камену, Београд, 1950.
- Звјездани воз, Загреб, 1951.
- Бездани, Цетиње, 1956.
- Сутјеска, Цетиње, 1961.
- До искапи, Београд, 1964.
- Рожданици, Цетиње, 1968.